# Les Grands du rire
Les Grands du rire était une émission de divertissement et de variétés de la télévision française, créée par Humbert Ibach en 2003. Elle est diffusée sur France 3 de 2003 à 2019 puis sur C8 de 2024 à 2025.
L'émission était tout d'abord diffusée sur France 3, à 13h30, chaque samedi. D'une durée de 90 minutes, elle était animée par Yves Lecoq, accompagné de chroniqueurs tels que Karen Cheryl, Henry-Jean Servat et Alain Baraton. À compter de septembre 2017, l'émission présente également une édition le dimanche[réf. nécessaire], intitulée Les Grands du rire, l'émission du dimanche.
Le programme était composé de plusieurs rubriques, de sketches d'humoristes célèbres, d'extraits de chansons d'artistes français et internationaux et d'interviews en plateau. Depuis ses débuts, l'émission a accueilli sur son plateau plus de 5 000 invités.
Le divertissement prend fin sur France 3 en septembre 2019 et reprend le 1er juin 2024 en fin d'après-midi sur C8 avec Bernard Montiel et Isabelle Morizet à la présentation jusqu’au 18 janvier 2025.

## Principes de l'émission
La ligne éditoriale de cette émission repose sur l'éclectisme de la programmation. L'émission, qui est appréciée par un large public, s'est imposée comme le rendez-vous de la culture populaire, lui permettant ainsi d'être diffusée durant 16 années entre 2003 et 2019 sur France 3.  
L'imitateur Yves Lecoq est le principal animateur de l'émission et reçoit des invités issus de tous horizons du monde de l'art, de la littérature, du spectacle, du cinéma, du sport, de la chanson, du théâtre, de la presse, de la télévision. 
L'émission permet également de revisiter le patrimoine de la chanson, de l'humour ainsi que la découverte de nouveaux talents et compte de nombreuses rubriques parmi lesquelles : 
- Les Étoiles de Légende, rubrique présentée par la chanteuse et animatrice de télévision Karen Cheryl et le journaliste Henry-Jean Servat propose d'explorer sous forme de thématiques, la richesse de la chanson française et internationale[2].

- La rubrique Les Jardins Extraordinaires présentée par Alain Baraton, le jardinier de Versailles nous entraîne à la découverte des plus beaux jardins.

- La rubrique Les Grands Destins de la Chanson, déclinée chaque semaine en « Destin Brisé » ou « Destin de Star », d'une durée de trente minutes présente un artiste majeur de la chanson ou de l'humour à travers une sélection de documents inédits, d'interviews et d'extraits de chansons ou de sketches.

- La rubrique Les Années de nos Idoles retrace en chanson une année particulière à travers ses tubes emblématiques et des faits d'actualité marquants.

Quelques présentateurs de l'émission
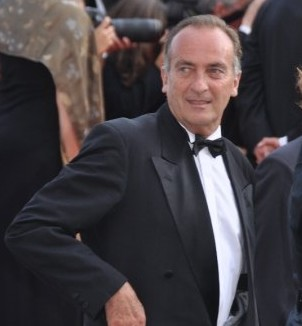
Yves Lecoq
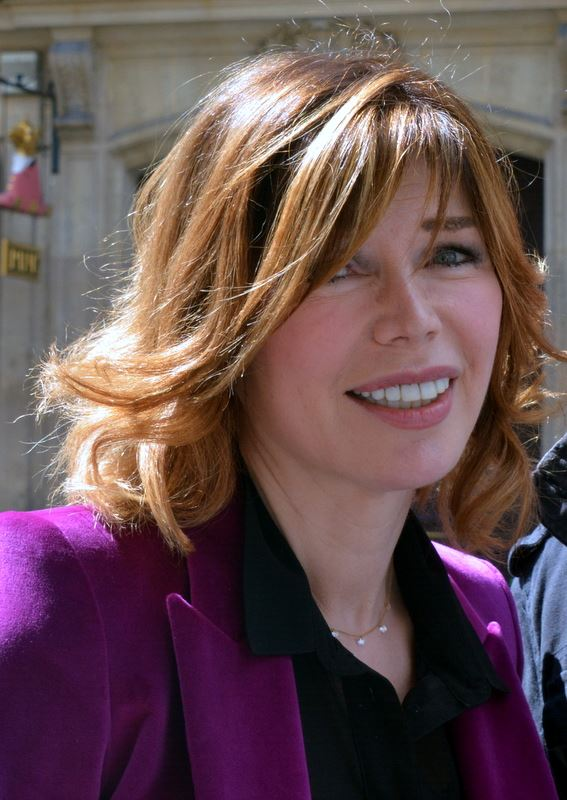
Karen Cheryl
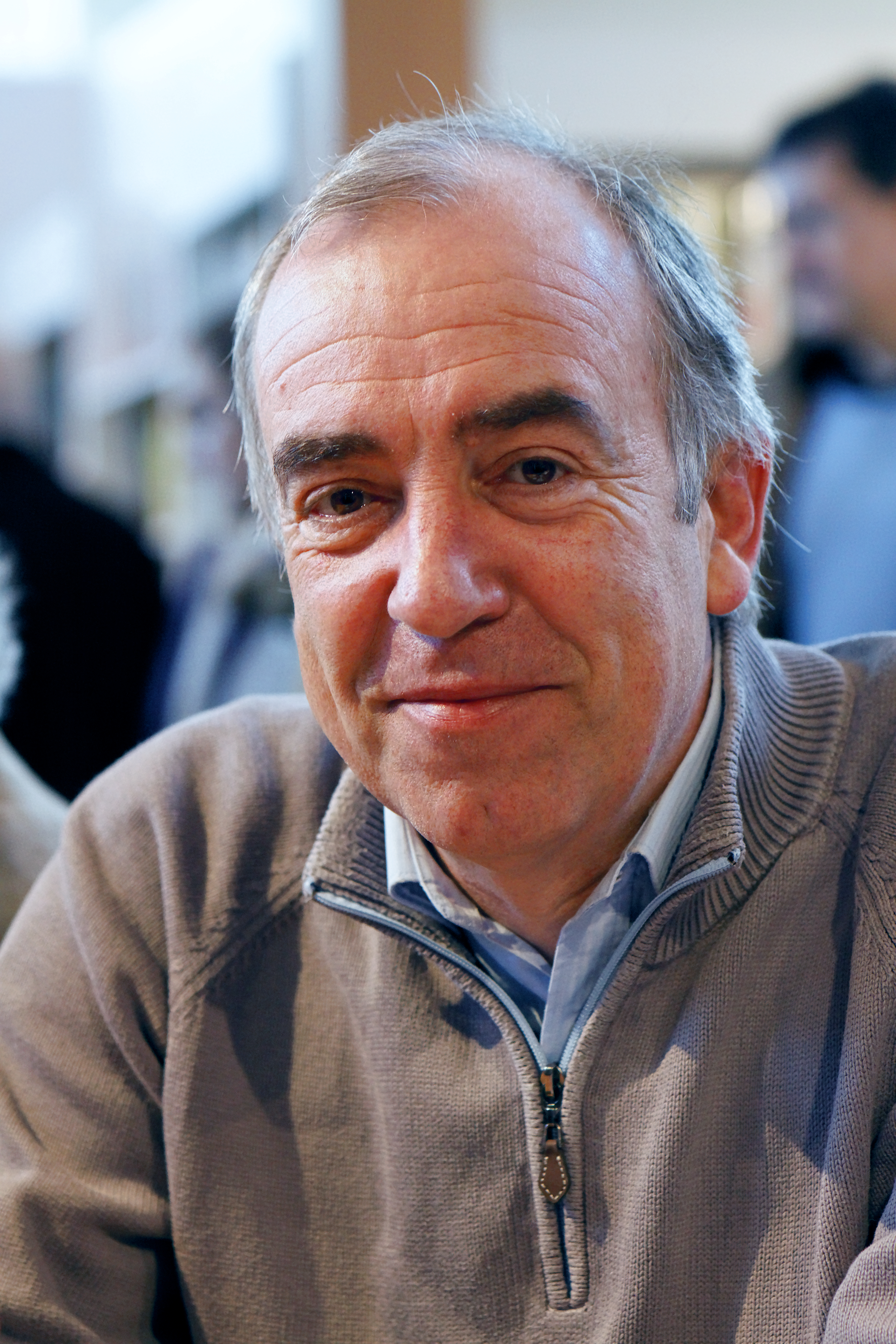
Alain Baraton

## Popularité et audiences
Les Grands du rire sont regardés en moyenne par 1,2 million de téléspectateurs. 

Selon le producteur Humbert Ibach, interrogé en 2018 par l'agence Média Plus, sur la popularité de l'émission diffusé sur France 3, celui-ci déclare : 
«  Le succès ne se dément pas. Nous fédérons 1,3 million de téléspectateurs chaque samedi en moyenne sur France 3 pour 11% de part d’audience. »

Lors d'une autre interview accordée à un journaliste du Figaro, la même année, Humbert Ibach précise au sujet de son émission : 
« Il faut avoir le succès modeste. La chaîne me fait confiance. J’essaie juste de faire un programme que j’aurais envie de regarder. On ne choisit pas son auditoire. Comme pour toutes les auberges, j’essaie d’ouvrir les portes le plus grand possible. Mais, si je ne faisais pas cette émission, qui remettrait au goût du jour les Robert Lamoureux, Jean Yanne, Fernand Raynaud ?. »

## Critiques

### Critiques positives
L'écrivain Yann Queffélec est un spectateur fidèle de cette émission et a déclaré aimer son côté populaire, lors d'un interview, durant lequel, il déclare notamment: 
« C’est une émission extrêmement amicale. On arrive ici, on se sent en famille. Tout snobisme est laissé de côté. »

### Critiques négatives
Le journaliste et chroniqueur de France-Inter, Bruno Donnet présente l'émission comme étant « le grand gloubi-boulga de France 3 » et semble ne pas apprécier le côté hétéroclite de celle-ci.

## Arrêt et reconduction de l'émission

### Version France 3
Après une diffusion sans discontinuer sur France 3 entre 2003 et 2019, l'émission cède sa plage horaire à une émission similaire dès le 7 septembre 2019 et baptisée Samedi d'en rire, présentée par Jean-Luc Lemoine et produite par R&G productions,.

### Version C8
Après 4 ans et demi d'absence, le programme revient, toujours le samedi, mais diffusé sur la chaîne C8.
Le samedi 18 janvier 2025, l'animateur Bernard Montiel a annoncé sur son compte Instagram que la dernière émission sera diffusée ce même jour.